# Cristian García Gonzales
Cristian García Gonzales (Lima, 2 de marzo de 1981) es un exfutbolista peruano. Jugaba de lateral izquierdo y tiene 44 años. 

## Clubes
| Club                | País   | Año       |
| ------------------- | ------ | --------- |
| Cienciano           | Perú   | 1999-2001 |
| Alianza Lima        | Perú   | 2002-2003 |
| FBC Melgar          | Perú   | 2004      |
| Alianza Atlético    | Perú   | 2005      |
| José Gálvez FBC     | Perú   | 2006      |
| Sport Áncash        | Perú   | 2007-2008 |
| Kalmar FF           | Suecia | 2008      |
| Total Chalaco       | Perú   | 2009      |
| Cienciano           | Perú   | 2010-2013 |
| Real Garcilaso      | Perú   | 2014      |
| Deportivo Municipal | Perú   | 2015      |

## Palmarés
| Título          | Club      | País | Año  |
| --------------- | --------- | ---- | ---- |
| Torneo Clausura | Cienciano | Perú | 2001 |

- Datos: Q5186194